# Успение Богородично (Мертатово)
Вижте пояснителната страница за други значения на Успение Богородично.
„Успение Богородично“ (на гръцки: Κοιμήσεως της Θεοτόκου) е възрожденска православна църква в сярското село Мертатово (Ксиротопос), Гърция, част от Сярската и Нигритска епархия. Църквата е енорийски храм.
Построена е през 1837 година. В архитектурно отношение църквата е базилика без купол. Във вътрешността на храма има запазени ценни стенописи.
Към енорията принадлежат параклисите „Свети Николай“ и „Свети Георги“.